# Farscape (televisieserie)
Farscape is een Australische/Amerikaanse sciencefiction-televisieserie, geproduceerd door The Jim Henson Company (bekend van de Muppets) en Hallmark Entertainment. Een trademark van de serie is het gebruik van make-up en grote poppen, die gemaakt werden door de Jim Henson Creature Shop.

## Verhaal
In het eerste seizoen wordt de Amerikaanse astronaut John Crichton per ongeluk in een wormgat gezogen tijdens een experimentele ruimtevlucht. Eenmaal uit het wormgat blijkt hij zich in een ander deel van het heelal te bevinden. Voordat hij zich hierover ook maar kan verbazen belandt hij midden in een ruimtegevecht. Hij wordt aan boord genomen van een Leviathan, een reusachtig levend ruimteschip dat bemand is door een drietal buitenaardse wezens, gevangenen, zo blijkt, die net bezig zijn te ontsnappen uit handen van de Peacekeepers, een mensachtig ras van brute militairen.

## Looptijd
De serie werd uitgezonden van 1999 tot 2003 en bestaat uit 4 seizoenen. Eigenlijk zouden het 5 seizoenen worden maar na het 4de seizoen werd de serie stopgezet. Hierdoor eindigde het verhaal op een cliffhanger en er kwam een fan-campagne om de serie door te laten gaan. Hierdoor werd er nog een 3 uur lange miniserie uitgebracht (Farscape: Peacekeeper Wars) om het verhaal te beëindigen.

## Personages
John Crichton (gespeeld door Ben Browder)
John Crichton is een Amerikaanse astronaut die tijdens zijn testvlucht met de Farscape module door een wormgat in een ander deel van het heelal terechtkomt en opgenomen wordt in het gevangenenschip Moya. Zijn technologische kennis loopt sterk achter bij die van zijn reisgenoten, die daarom soms op hem neerkijken. Langzamerhand kan Crichton toch zijn toegevoegde waarde bewijzen en wordt hij volledig geaccepteerd. Toen hij uit het wormgat tevoorschijn kwam, raakte Crichtons Farscape module een Prowler van de Peacekeepers, die door de botsing explodeerde. Deze prowler werd bestuurd door de broer van kapitein Bialar Crais, die het tot zijn levenstaak maakte om Crichton gevangen te nemen en wraak te nemen voor zijn broer. Crais is alleen niet de enige die achter Crichton aan zit. Als Crichton van een wijze groep aliens de informatie krijgt over hoe hij een wormgat moet creëren om thuis te komen, krijgt hij de psychopaat Scorpius achter zich aan. Scorpius wil namelijk wormgaten gebruiken als oorlogswapen.
Officer Aeryn Sun (gespeeld door Claudia Black)

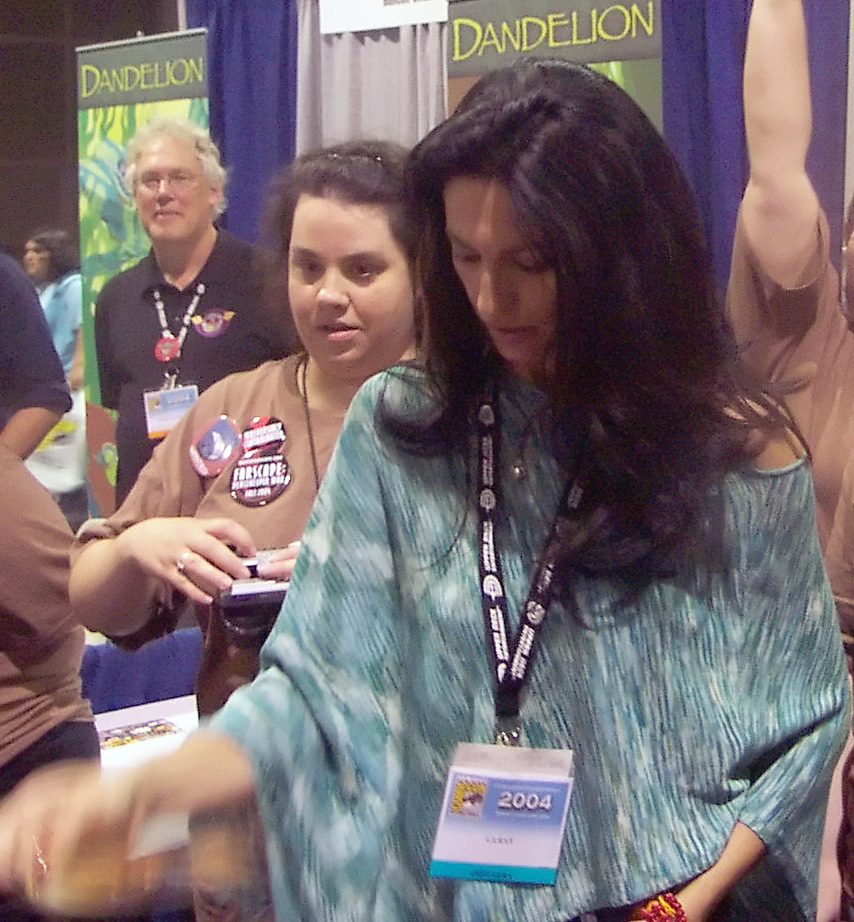
Black op Comic-Con in 2004

Aeryn Sun was een officier van de Peacekeepers die diende onder kapitein Bialar Crais. Tijdens de ontsnapping van de gevangenen op de Leviathan wordt ze door Crichton meegenomen. Daardoor is zij een verrader in de ogen van de Peacekeepers, en mag ze nooit meer terugkomen. Doordat ze niet meer terug kan naar de Peacekeepers, wordt zij ook aan boord genomen van het gevangenenschip Moya. Gedurende haar tijd aan boord ziet Aeryn Sun de andere kant van de Peacekeepers, en ontwikkelt zich tot een volwaardig lid van de bemanning.
Ka D'Argo (gespeeld door Anthony Simcoe)
Ka D'Argo is een Luxaanse krijger, die er onterecht van werd beschuldigd zijn vrouw gedood te hebben, door deze beschuldiging wordt hij gevangengenomen. Zijn vrouw was een Sebacean en dus niet dezelfde soort als D'argo wat voor haar broer aanleiding was haar te doden. Gedurende de serie is D'argo op zoek naar zijn verloren zoon Jothee, een mix tussen een Sebacean en een Luxan.
Pa'u Zotoh Zhaan (gespeeld door Virginia Hey)
Zhaan is een Delviaan, een blauw gekleurd plantengeslacht met een menselijk uiterlijk. Als plant heeft zij een grote voorliefde voor zonlicht. Zhaan is een 9-de graads priesteres (Pa'u) waardoor ze ook dient als verpleegster. Als priesteres is zij de barmhartige van de bemanning maar als het moet kan ze ook duistere krachten gebruiken om haar doel te bereiken.
Dominar Rygel XVI (pop; stem Jonathan Hardy)
Dominar Rygel XVI was de heerser over het 600 miljard onderdanen van zijn Hyneriaanse Rijk, totdat hij bij een staatsgreep door zijn neef werd afgezet. Ondanks zijn geringe postuur heeft Rygel de eetlust van een olifant en laat veel boeren en winden. Aan boord van Moya wekt Rygel XVI vooral irritatie op door zijn grote ego.
Pilot (pop; stem Lani Tupu) en Moya
Pilot is van een ras dat zich bindt aan Leviathans, grote organische ruimteschepen. Als zodanig is Pilot de bestuurder van het schip Moya, en hij is degene die haar gevoelens onder woorden brengt. Moya was een slaaf van de Peacekeepers en diende als gevangenentransport. Zij werd in toom gehouden door een zogenaamde collar, die later door de bemanning werd verwijderd. Later werd Moya moeder van de Leviathan Talyn, een oorlogsschip dat geen Pilot meer nodig heeft.
Kapitein Bialar Crais (gespeeld door Lani Tupu)
Bialar Crais is kapitein van de Peacekeepers en heeft gezworen om wraak te nemen op John Crichton, die de dood van zijn broer veroorzaakte. Geobsedeerd door zijn wraakgevoelens, negeert hij zijn orders en wordt zelf ook tot onderwerp van jacht. Later neemt hij het commando van Talyn (de zoon van Moya) over.
Scorpius (gespeeld door Wayne Pygram)
Scorpius is half Sebaceaans, half Scarraans. Door middel van de Aurora Stoel kan hij doordringen in het onderbewustzijn van zijn gevangenen. Daardoor komt hij te weten dat John Crichton beschikt over wormgat informatie. Als Crichton later ontsnapt, blijft een kloon van Scorpius in de gedachten van Crichton over, die hem soms uit moeilijke situaties redt en hem soms enorm tegenwerkt.
Chiana (gespeeld door Gigi Edgley)
Chiana (uitspraak tsjiana) is een Nebari, een volk dat streeft naar perfectie en uitmuntend gedrag. Chiana is daarvan het precies het tegenovergestelde: ze doet wat ze wil, verleidt veel mannen, steelt en is enorm kinderachtig. Chiana komt pas later bij de bemanning maar wordt er alsnog een deel van.